# Juliette Armagnac
Pour les articles homonymes, voir Armagnac.
 (juillet 2025).
Si vous disposez d'ouvrages ou d'articles de référence ou si vous connaissez des sites web de qualité traitant du thème abordé ici, merci de compléter l'article en donnant les références utiles à sa vérifiabilité et en les liant à la section « Notes et références ».
 (juillet 2025).
La mise en forme du texte ne suit pas les recommandations de Wikipédia : il faut le « wikifier ».
Les points d'amélioration suivants sont les cas les plus fréquents :
- Les titres sont pré-formatés par le logiciel. Ils ne sont ni en capitales, ni en gras.
- Le texte ne doit pas être écrit en capitales (les noms de famille non plus), ni en gras, ni en italique, ni en « petit »…
- Le gras n'est utilisé que pour surligner le titre de l'article dans l'introduction, une seule fois.
- L'italique est rarement utilisé : mots en langue étrangère, titres d'œuvres, noms de bateaux, etc.
- Les citations ne sont pas en italique mais en corps de texte normal. Elles sont entourées par des guillemets français : « et ».
- Les listes à puces sont à éviter, des paragraphes rédigés étant largement préférés. Les tableaux sont à réserver à la présentation de données structurées (résultats, etc.).
- Les appels de note de bas de page (petits chiffres en exposant, introduits par l'outil «  Source ») sont à placer entre la fin de phrase et le point final[comme ça].
- Les liens internes (vers d'autres articles de Wikipédia) sont à choisir avec parcimonie. Créez des liens vers des articles approfondissant le sujet. Les termes génériques sans rapport avec le sujet sont à éviter, ainsi que les répétitions de liens vers un même terme.
- Les liens externes sont à placer uniquement dans une section « Liens externes », à la fin de l'article. Ces liens sont à choisir avec parcimonie suivant les règles définies. Si un lien sert de source à l'article, son insertion dans le texte est à faire par les notes de bas de page.
- La présentation des références doit suivre les conventions bibliographiques. Il est recommandé d'utiliser les modèles {{Ouvrage}}, {{Chapitre}}, {{Article}}, {{Lien web}} et/ou {{Bibliographie}}. Le mode d'édition visuel peut mettre en forme automatiquement les références.
- Insérer une infobox (cadre d'informations à droite) n'est pas obligatoire pour parachever la mise en page.

Pour une aide détaillée, merci de consulter Aide:Wikification.
Si vous pensez que ces points ont été résolus, vous pouvez retirer ce bandeau et améliorer la mise en forme d'un autre article.
 (juillet 2025).
Motif : source bien trop local. notoriété non démontrée au delà du local.
- Archive Wikiwix
- Bing
- Cairn
- DuckDuckGo
- E. Universalis
- Gallica
- Google
- G. Books
- G. News
- G. Scholar
- Persée
- Qwant
- (zh) Baidu
- (ru) Yandex
- (wd) trouver des œuvres sur Wikidata

| 1. | Préciser le motif de la pose du bandeau. | Précisez le motif de la pose du bandeau en utilisant la syntaxe suivante : {{admissibilité à vérifier\|date=août 2025\|motif=remplacez ce texte par le motif}}                         |
| 2. | Informer les utilisateurs concernés.     | Pensez à avertir le créateur de l'article, par exemple, en insérant le code ci-dessous sur sa page de discussion : {{subst:avertissement admissibilité à vérifier\|Juliette Armagnac}} |

Juliette Armagnac est une illustratrice, plasticienne, photographe, dessinatrice de bande dessinée et vidéaste (animation stop motion) française, né le 31 mai 1981 à Agen, où elle vit et travaille à temps plein,,,.

## Biographie et travaux
Juliette Armagnac obtient son bac arts appliqués, mention bien au lycée des Arènes à Toulouse en 1999. Elle est alors admise à l’École Supérieure Estienne des Arts et Industries Graphiques à Paris, en DMA illustration. En 2001, elle obtient son diplôme avec mention excellent.
Repérée par l’éditrice Françoise Mateu, Juliette Armagnac signe un premier contrat avec la maison d’édition Syros jeunesse, pour l’illustration des couvertures de romans (La chaîne de David de Giorda et Un jour au collège de Bertrand Solet ). Rapidement, on lui confie la collection  Le Ranch de la Pleine Lune de Jenny Oldfield (en) aux éditions Zulma.
En parallèle, Juliette Armagnac poursuit ses études à La Sorbonne Nouvelle en arts du spectacle et obtiens son DEUG, option théâtre en 2022. Cette passerelle entre l’illustration et la scène lui permet d’explorer l’analyse de texte, la création de décors, la mise en espace et en lumière des corps.
Parmi ses apprentissages artistiques du spectacle vivant, un atelier de manipulation de marionnette avec François Lazaro est une véritable révélation. Juliette Armagnac s’essaye à une mini adaptation en duo d’Une petite douleur d’Harold Pinter avec des marionnettes.
En 2004, Juliette Armagnac obtient sa licence professionnelle d’encadrement d’atelier et de pratique théâtrale, avec mention très bien, à l’Université Paris III. Elle se perfectionne lors d’un atelier d’écriture avec Daniel Lemahieu, de mise en scène avec Jean-Pierre Ryngaert et de scénographie avec Claire Chavanne.
Ses diplômes en poche, Juliette Armagnac est de retour à Agen en juin 2004, où elle réhabilite la maison dont elle a hérité de sa mère qui se trouve sur les coteaux de la ville.
Elle s’essaye aux photomontages numériques, et réalise ses premiers albums jeunesse en photos aux éditions Où sont les enfants ? Prénom Camille de Tieri Briet, puis Enfin Seule de Manu Causse» et Comme un hiver de Stéphane Servant.
Juliette Armagnac expose ses séries photographiques Voyage au creux du minuscule et Alice au pays des merveilles et participe à divers projets : nuit des musées, soirée contée, installations, variant et combinant les outils graphiques en fonction des objectifs narratifs.
Elle participe à la création de l’association Images Natives afin de proposer de nombreux ateliers de création collective gratuits : flip book, stop motion, light painting, street art,,,,.
En parallèle, Juliette Armagnac est sollicitée dans divers projets : collages urbains et fresques géantes, vidéos stop motion, projets d’illustration, (dessin, photographie ou photomontage) en lien avec la valorisation du patrimoine matériel et immatériel, affiches pour des festivals, divers travaux graphiques, scénographies et médiation, installations grand format dans le Sidobre,,,,,,.
Devenue maman en 2010, Juliette Armagnac apprends l’Occitan et s’investit dans la création et le développement des écoles Calandreta,.
À la recherche d’interactions dans ses créations, Juliette Armagnac travaille à des installations collaboratives, scénographies immersives avec le CEDP ou les éditions Fragile, carnets de voyages à compléter soi-même, création de pochoirs et de tampons à assembler.
À partir de 2017, elle collabore avec la revue Le Citron, dédiée « au pays et aux paysans »,.
L’année suivante, le musée des beaux arts d’Agen lui offre une carte blanche : Juliette Armagnac réalise l’exposition jeunesse immersive et interactive L’Atelier des Songes,,,. On y trouve des masques, des vidéos, des automates, des peintures.
Toujours en 2018, paraît Sòm Sòm aux éditions Arphilvolis accompagné de son Carnet du rêvonaute : une veilleuse créative.
En 2019, Juliette Armagnac obtient une bourse d’aide à l’écriture numérique du CNC et se lance dans l’adaptation de l’album jeunesse de Manu Causse en jeu vidéo (non édité).
En 2022, elle créée un conte musical dessiné Ce que la nuit nous murmure avec Lynda Bisch, en partenariat avec le théâtre Ducourneau (scène conventionnée) et suit une résidence création péri littéraire au Chalet Mauriac,,,.
Son premier album bilingue français occitan Ambe mos lops sort en 2025 aux éditions Édite-moi.
Juliette Armagnac prépare, en collaboration avec Manu Causse, son premier roman graphique à paraître aux éditions Dupuis en 2026

## Publications
- 2003-2005 : Le ranch de la pleine Lune, Jenny Oldfield (en), Éditions Zulma, titres parus : Rodéo Rocky, Calamity Joe, Lady Blue, Sacré Lucky, Indiana boy, Le Mustang Sauvage, Lord Winnipeg, Princesse Luna
- 2007 : L’enfant et l’hirondelle, Claire Guiseppi, Éditions Arphilvolis
- 2007 : Prénom Camille !, Tieri Briet, Éditions Où sont les enfants ?[32]
- 2007 : Les Encyclopes-l’architecture, Éditions Milan
- 2007 : Le semeur d’espoir, Mylène BDJ, Éditions Arphilvolis
- 2008 : Enfin seule, Manu Causse, Éditions Où sont les enfants ?[32]
- 2008 : Hotel safari, Claire Davy-Galix, Éditions Talents hauts
- 2009 : Odara, Mylène BDJ, Éditions Arphilvolis
- 2009 : Comme en hiver, Stéphane Servant, Éditions Seuil Jeunesse[32]
- 2009 : Destination Hawaï, Claire Davy-Galix, Éditions Talents hauts
- 2009 : Jazz for the president, Claire Davy-Galix, Éditions Talents hauts
- 2011 : Inawa, Mylène BDJ, Éditions Arphilvolis
- 2011 : Gorilla land, Claire Davy-Galix, Éditions Talents hauts
- 2012 : Mon carnet du Sidobre, Éditions Fragile
- 2016 : Anem defora, Calandreta Jansemineta
- 2017-2025 : Le Citron, revue
- 2018 : Sòm Sòm,, texte et illustrations, Éditions Arphilvolis[33],[34]
- 2020 : Des tours, CEDP47
- 2025 : Avec mes loups, Corinne Lhéritier, Éditions Édite-moi
- 2026 : Dangerose, Manu Causse, Éditions Dupuis[35]